# Florence Darel
Florence Darel (* 1968) ist eine französische Schauspielerin.

## Karriere
Darel war eine Schülerin des Schauspielers und Regisseurs Maurice Sarrazin an dessen Pariser Theaterschule Le Grenier-Maurice Sarrazin. Ihre erste große Filmrolle hatte sie 1990 in der Komödie Frühlingserzählung von Éric Rohmer, in der ihre Figur ihre beste Freundin mit ihrem Vater zu verkuppeln sucht. Für ihren Auftritt in Claude Berris Literaturverfilmung Uranus erhielt sie 1991 eine Nominierung für den César in der Kategorie Beste Nachwuchsdarstellerin. 1992 spielte sie in dem preisgekrönten italienischen Film Gestohlene Kinder, ein Jahr später war sie in einer schweizerischen Verfilmung von Gottfried Kellers Roman Der grüne Heinrich zu sehen. 1994 wirkte sie an Jacques Rivettes zweiteiligem Kinofilm über Jeanne d’Arc. Von Mitte der 1990er-Jahre bis in die Gegenwart wirkte sie vor allem an französischen Fernsehproduktionen mit, darunter die Miniserien Der Graf von Monte Christo (1998) und Napoleon (2002).
Darel ist auch als Schauspielerin auf Theaterbühnen tätig. 1996 erhielt sie eine Nominierung für den bedeutenden Theaterpreis Molière, nachdem sie an einer Produktion von Oscar Wildes Ein idealer Gatte mitgewirkt hatte.

## Privates
Darels Ehemann ist Pascal Dusapin, ein Komponist. Im Jahr 2009 wurde ihr gemeinsames Kind geboren.
Im Oktober 2017 erklärte Darel, in der Vergangenheit von Harvey Weinstein sexuell belästigt worden zu sein, ebenso von mehreren französischen Schauspielern, darunter Jacques Dorfmann.

## Filmografie (Auswahl)
- 1989: Jugendsünde (Erreur de jeunesse)
- 1990: Frühlingserzählung (Conte de printemps)
- 1990: Uranus
- 1992: Gestohlene Kinder (Il ladro di bambini)
- 1993: Der Grüne Heinrich
- 1993: Der Geschmack der Frauen (Fausto)
- 1994: Jungfrau – Der Kampf / Der Verrat (Jeanne La Pucelle – Les Batailles/Les Prisons)
- 1994: Jalna (Fernsehserie, 8 Folgen)
- 1998: Der Graf von Monte Christo (Le Comte de Monte Christo; Fernseh-Miniserie, 4 Folgen)
- 2000: Bernadette von Lourdes (Lourdes, Fernsehfilm)
- 2000: Sauvetage (Fernsehserie, 6 Folgen)
- 2002: Napoleon (Fernseh-Miniserie, 4 Folgen)
- 2006: Tödliche Diamanten (Un printemps à Paris)
- 2008: Endlich Vater (Comme les autres)
- 2013: Le clan des Lanzac (Fernsehfilm)
- 2015: Die Tage unter Null (Les heures souterraines, Fernsehfilm)
- 2018/2020: Capitaine Marleau (Fernsehserie, 2 Folgen)
- 2024: Franklin (Miniserie, 6 Folgen)

## Weblink
- Florence Darel bei IMDb